# Firkløverregeringen
Firkløverregeringen er den populære betegnelse for Poul Schlüters to fortløbende regeringer (regeringerne Poul Schlüter I og II; også kaldet VCQM-regeringen) i årene 1982-1988. Navnet henviser til, at regeringen var en koalition mellem fire partier: Det Konservative Folkeparti, Venstre, Centrum-Demokraterne og Kristeligt Folkeparti.
I 1983 var regeringen med til at indgå Rio Bravo-forliget med Fremskridtspartiet.
Visse venstrefløjspolitikere mente, at betegnelsen „Firkløverregeringen“ havde positive associationer på grund af forestillingen om firkløverens lykkebringende egenskaber; disse foretrak derfor betegnelsen „Firkantregeringen“.[kilde mangler]
Grundet de fire regeringspartiers partibogstaver (V-C-Q-M) blev Firkløverregeringen desuden i folkemunde undertiden benævnt „WC-kummen“ eller „WC-kumme regeringen“.